# Massimiliano Ferretti
Massimiliano Ferretti (* 22. Juni 1966 in Rom) ist ein ehemaliger italienischer Wasserballspieler. Er war Olympiasieger 1992, Europameister 1993 und Weltmeister 1994 und gewann zweimal bei Mittelmeerspielen. Außerdem erhielt er eine Silbermedaille bei Weltmeisterschaften und zwei Bronzemedaillen bei Europameisterschaften.

## Karriere
1985 bei der Europameisterschaft in Sofia belegten die Italiener den vierten Platz hinter den Mannschaften aus der Sowjetunion, aus Jugoslawien und aus der Bundesrepublik Deutschland. Seine erste internationale Medaille gewann Ferretti bei der Weltmeisterschaft 1986 in Madrid. Die italienische Mannschaft belegte in der Hauptrunde den zweiten Platz hinter den Jugoslawen. Nach einem 10:9-Sieg im Halbfinale gegen das Team aus den Vereinigten Staaten trafen die Italiener im Finale erneut auf die Jugoslawen und verloren nach der vierten Verlängerung mit 11:12. Ferretti warf im Finale ein Tor. Im August 1987 siegte die Mannschaft aus der Sowjetunion bei der Europameisterschaft in Straßburg. Hinter den Jugoslawen erkämpften die Italiener die Bronzemedaille. Im September 1987 folgte für die Italiener der Sieg bei den Mittelmeerspielen. Ebenfalls 1987 gewann Ferretti mit der italienischen Mannschaft bei der Universiade. Bei den Olympischen Spielen 1988 in Seoul erreichten die Italiener nach der Vorrunde nur die Platzierungsrunde für die Plätze 5 bis 8 und belegten schließlich den siebten Rang. Ferretti erzielte in sieben Spielen zwölf Tore.
1989 unterlagen die Italiener im Halbfinale der Europameisterschaft in Bonn den Jugoslawen mit 7:8. Im Spiel um Bronze bezwangen sie die Mannschaft aus der Sowjetunion in der Verlängerung mit 12:11. Im Januar 1991 belegten die Italiener den sechsten Platz bei der Weltmeisterschaft in Perth. Bei der Europameisterschaft in Athen siegten die Jugoslawen vor den Spaniern und der Mannschaft aus der Sowjetunion, die Italiener erreichten den vierten Platz. 1992 beim olympischen Wasserballturnier belegten die Italiener in der Vorrunde den zweiten Platz hinter den Spaniern, wobei der direkte Vergleich mit 9:9 endete. Nach einem 9:8 im Halbfinale über das Vereinte Team aus der Gemeinschaft Unabhängiger Staaten trafen die Italiener im Finale wieder auf die Spanier und gewannen mit 9:8. Ferretti war in sieben Spielen dabei und erzielte 14 Tore, davon vier im Finale. In den nächsten zwei Jahren folgte eine Siegesserie der italienischen Mannschaft. Im Juni 1993 siegten die Italiener bei den Mittelmeerspielen. Im August folgte der Gewinn der Europameisterschaft in Sheffield. Nach einem 10:9-Sieg über Spanien im Halbfinale bezwangen die Italiener im Finale die Ungarn mit 11:9. Den Abschluss der internationalen Karriere von Massimiliano Ferretti sollte die Weltmeisterschaft 1994 in Rom bilden. Die Italiener bezwangen im Halbfinale die Kroaten mit 8:5, im Finale gelang den Italienern ein 10:5-Sieg gegen die Spanier. Ferretti warf in seinem letzten großen Turnier noch einmal sechs Tore, davon eins im Finale.
Ferretti spielte auf Vereinsebene unter anderem für Rari Nantes Azerano und für Rari Nantes Savona. Den letzten seiner vier italienischen Meistertitel gewann er 2002 mit Pro Recco. Nach seiner Karriere war Ferretti als Trainer tätig.